# Eligma duplicata
Eligma duplicata är en fjärilsart som beskrevs av Aurivillius 1892. Eligma duplicata ingår i släktet Eligma och familjen trågspinnare. Inga underarter finns listade i Catalogue of Life.